# Пьетранико
Пьетранико (итал. Pietranico) — коммуна в Италии, располагается в регионе Абруццо, в провинции Пескара.
Население составляет 582 человека (2008 г.), плотность населения составляет 43 чел./км². Занимает площадь 14 км². Почтовый индекс — 65020. Телефонный код — 085.
Покровительницей коммуны почитается Пресвятая Богородица (Madonna della Croce), празднование 3 мая и 14 сентября.
Имеется приход святого архангела Михаила и святой Иусты.

## Демография
Динамика населения:

## Администрация коммуны
- Официальный сайт: